# Wybicie warki
Wybicie warki – przepompowanie uwarzonej (ugotowanej) brzeczki do następnego urządzenia, którym najczęściej jest kadź wirowa typu whirlpool, w której oddzielane są osady gorące. Wybicie warki kończy etap warzenia brzeczki z chmielem.